# Ryjkovo (oblast d'Arkhangelsk)
Ryjkovo (en russe : Рыжково), est un hameau du raïon de Plessetsk, dans l'oblast d'Arkhangelsk en Russie. Situé sur les rives nord du lac Kenozero, le hameau possède une chapelle dédiée à la présentation du Christ. Sa population s'élevait à 8 habitants en 2012, en forte baisse.

## Géographie
Le hameau de Ryjkovo se situe dans le sud-ouest de l'oblast d'Arkhangelsk, région du nord européen de la Russie. Le hameau, qui se trouve du district fédéral du Nord-Ouest, se situe à 709 km au nord de Moscou, à 294 km au sud-ouest d'Arkhangelsk, la capitale du sujet, et à 128 km à l'ouest Plessetsk, le centre administratif du raïon de Plessetsk où le hameau se trouve.
Géographiquement, le hameau, qui se trouve dans le nord de la Russie européenne, se niche dans une zone couverte de collines et de vastes plaines où la taïga russe prédomine. Ryjkovo se trouve sur le rivage sud du Svinoïe. Ryjkovo s'ouvre plus précisément sur un bras d'eau de ce lac qui a un axe sud-ouest nord-est, nommé la baie de Chouilakhta. De l'autre côté de cette baie se trouve une péninsule et des îlots, avec sur le bout de la petite péninsule le hameau de Glazovo.
La superficie totale du hameau, avec des territoires tels que des îlots, est de 11,7 hectares, bien que seulement une toute petite fraction soit réellement habitée.
Il y a deux façons de rejoindre le hameau : soit à pied par des sentiers, soit par l'eau depuis Oust-Pocha ou Verchinino. La route la plus proche est la 11K-688, qui va de Potcha (au nord d'Oust-Potcha) à Koniovo, où passe la route fédérale A215 allant de la M8 par Plessetsk jusqu'à Kargopol. 
| Glazovo  | Oust-Potcha, Myza |         |
|          | Ryjkovo           |         |
| Fedosova | Zakharova         | Nemiata |

## Histoire

### Empire russe
Le hameau serait apparu au XVIIIe siècle, ce qui est confirmé par le plan général de l'ouïezd de Poudoj du gouvernement d'Olonets, compilé vers 1788, sans pour autant préciser la date exacte. La population vivait de l'agriculture de subsistance, de l'élevage et de la pêche
Entre 1801 et 1805 fut construite une chapelle dédiée à la Présentation-de-Marie-au-Temple et à la nativité de saint Jean Baptiste, bien qu'elle ne porte le nom que du premier évènement.
Au XIXe siècle, le hameau faisait partie du volost de Verchinino (ru) au sein de l'ouïezd de Poudoj dans le gouvernement d'Olonets. En 1843, la population était de 107 habitants, avec 59 hommes et 48 femmes. Ce chiffre monta à 65 hommes et 79 femmes en 1873 (144 habitants), et jusqu'à 167 habitants en 1905, avec 71 hommes et 86 femmes.
Pendant le XIXe et le début du XXe siècle, deux fêtes locales avaient lieu dans le hameau, liées à la religion. Tout d'abord, le 4 décembre, une fête dédiée à la Vierge se passait, avec après la messe un grand banquet pour tout le hameau. L'autre festivité était le jour de la Saint-Jean, le 7 juillet, avec des danses, des jeux, des personnes jouant des instruments de musiques comme l'accordéon, le balalaïka, etc.
En 1891, une école de zemstvo a vu le jour dans le hameau, permettant de scolariser les enfants de Ryjktovo et des hameaux alentour. Au début, il y avait 20 garçons et 10 filles scolarisées. En 1903, un internat fut ouvert dans l'école.
Au début du XXe siècle, l'agriculture s'intensifia un peu, produisant plus qu'auparavant. Le hameau bénéficiait du moulin du hameau voisin de Glazovo. La chasse était toujours pratiquée, tandis que les femmes faisaient de la couture et cultivaient du lin. Ryjkovo avait un petit artisanat, et était aussi le centre de la vannerie dans les environs.

### Sous l'URSS puis après
En 1919, avec les changements politiques, l'ouïezd de Poudoj a été intégré au gouvernement de Vologda, avant qu'en 1929, il soit intégré dans le kraï du Nord, au sein du raïon de Plessetsk. En 1937, le hameau a rejoint tout comme le raïon l'oblast d'Arkhangelsk nouvellement créé.
Dans les années 1930, le hameau vit une ferme collective se créer, qui fusionna avec celle des autres hameaux des alentours dans les années 1950. Le hameau possédait sa propre forge et avait de nombreux outils.
Avec la Seconde Guerre mondiale, le hameau connu une forte baisse de la population.
Entre les années 1930 et 1960, l'école se trouvait dans un bâtiment de deux étages, possédant 4 classes et une bibliothèques. Quatre-vingt cinq enfants pouvaient être scolarisés chaque année. Pendant les années 1960, le hameau possédait aussi sa propre beurrerie, un club, une bibliothèque, une boutique, un conseil de hameau et une école primaire
Au début des années 1970, avec la fermeture de la ferme collective de l'école et des autres lieux, la population se déplaça en grande partie vers Verchinino, où il y avait école et travail.
Entre 2004 et 2007 eut lieu une importante campagne de restauration de la chapelle du hameau, qui avait été classée comme objet patrimonial culturel d'importance régionale en 1990.

## Démographie
Recensements (*) et estimations de la population,,,,:
| 1843 | 1846 | 1873 | 1905 |
| ---- | ---- | ---- | ---- |
| 107  | 141  | 144  | 167  |

| 2002 * | 2010* | 2012 | - |
| ------ | ----- | ---- | - |
| 24     | 13    | 8    | - |

## Patrimoine
La localité possède un monument répertorié aux objets patrimoniaux culturels de Russie, avec une importance régionale. Ce monument est une chapelle dédiée à la Présentation de Marie au Temple, qui possède une architecture en bois typique de la région. Construite entre 1801 et 1805, elle fut rénovée entre 2004 et 2005. Elle est classée depuis une décision du Comité exécutif de l'oblast de 1990.
Outre ce monument, les maisons du hameaux s'inscrivent elles aussi dans l'architecture de cette région, toutes en bois.

## Galerie

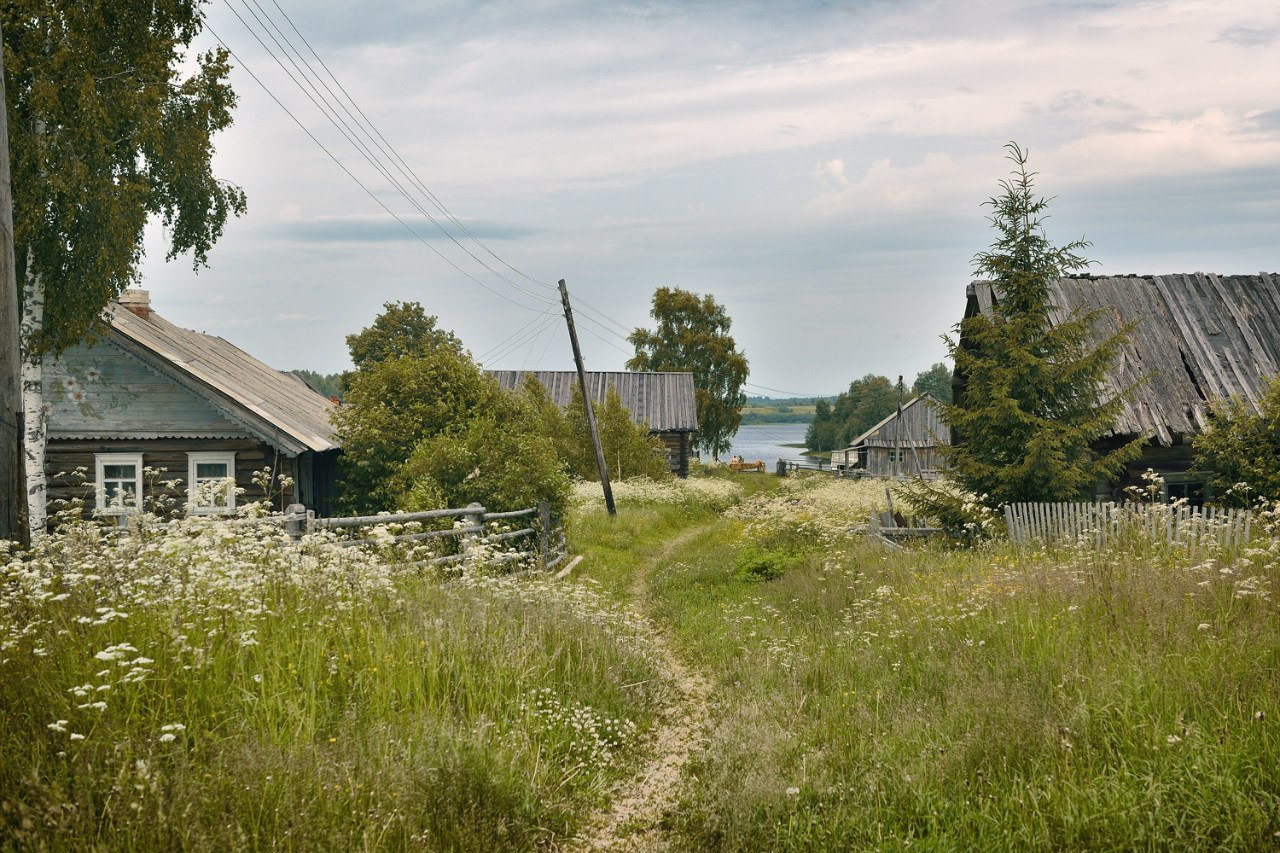
Chemin entre les maisons.
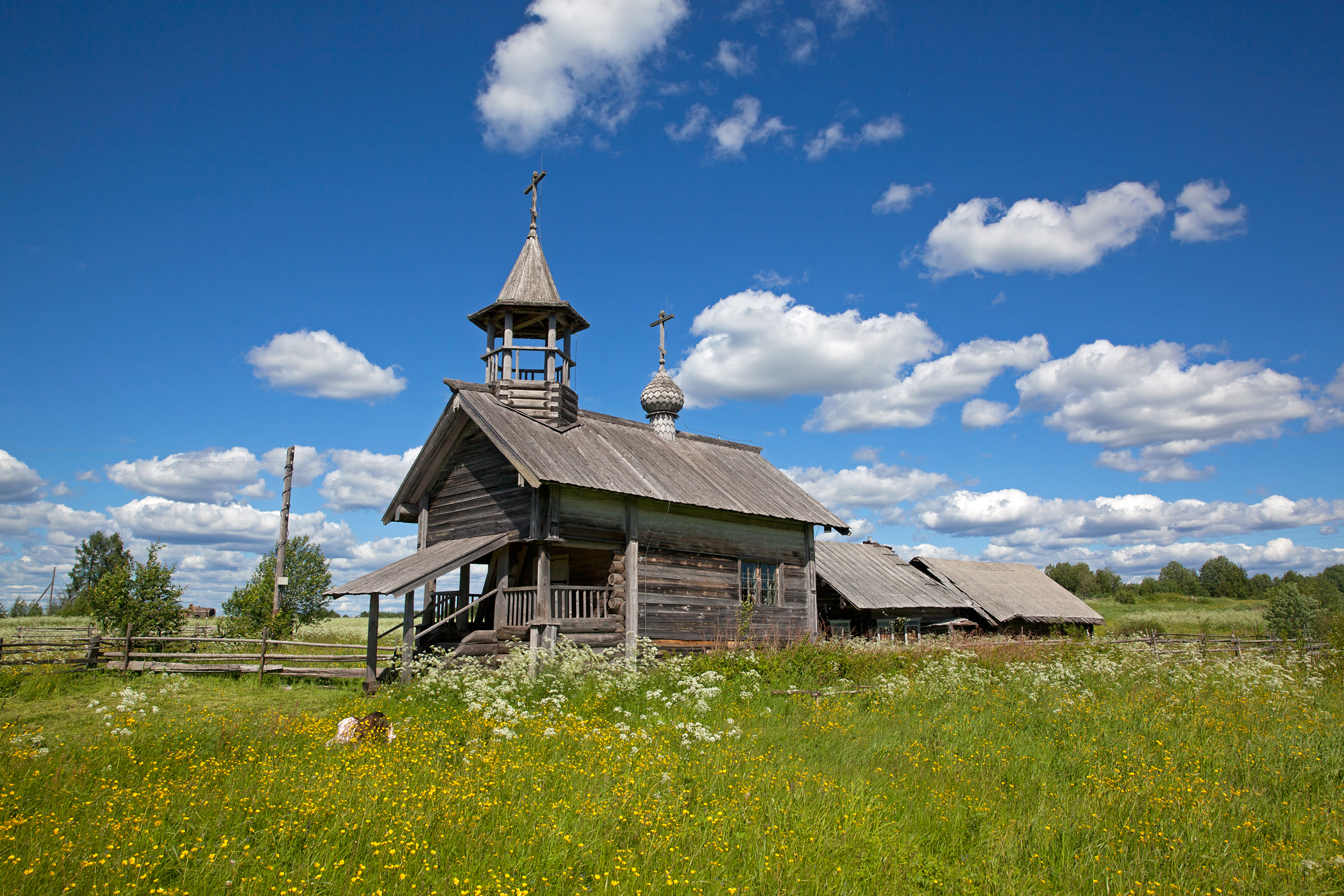
Chapelle du hameau.
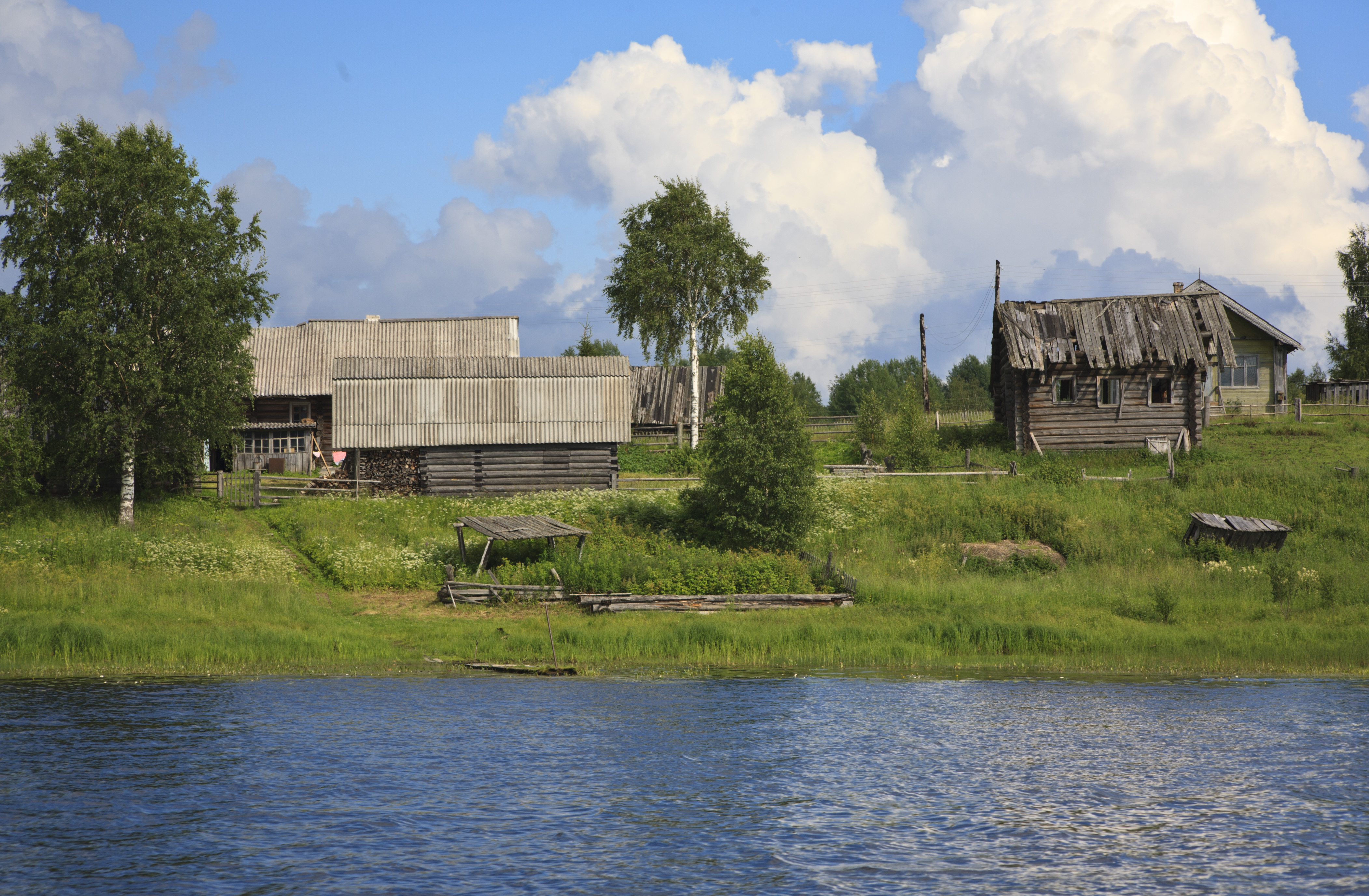
Maisons depuis le lac.